# Fanol Perdedaj
Fanol Perdedaj, född 16 juli 1991 i Gjakova i SFR Jugoslavien, är en tysk-kosovansk fotbollsspelare som spelar för Saarbrücken.

## Karriär
Perdedaj inledde sin karriär i den tyska fotbollsklubben FC Wilmersdorf. 2002 gick han till Hertha BSC Berlin. Perdedaj gjorde sin debut för Hertha BSC i öppningsmatchen av Bundesliga 2010/2011 den 20 augusti 2010. 